# Lijst van spelers van Red Bull Salzburg
Lijst van spelers die minimaal één officiële wedstrijd hebben gespeeld in het eerste elftal van Red Bull Salzburg of deel uitmaken van de selectie in het huidige seizoen.

## Alfabetisch
Lijst van spelers van Red Bull Salzburg die deel uitmaakten van de selectie.

### A
- Rabiu Afolabi
- Franz Aigner
- Martin Amerhauser
- Peter Ankersen
- Peter Artner
- Heinz Arzberger
- René Aufhauser
- Thomas Augustinussen

### B
- Franz Bacher
- Valon Berisha
- Kevin Bobson
- László Bodnár
- Ignace Van der Brempt
- Massimo Bruno

### C
- Nicolás Capaldo
- Simon Cziommer

### D
- Munas Dabbur
- Milan Dudić

### E
- Thomas Eder
- Márton Esterházy

### F
- Wolfgang Feiersinger
- Christian Fürstaller

### G
- Kurt Garger
- Ronald Gërçaliu
- Edi Glieder
- Péter Gulácsi
- Eddie Gustafsson

### H
- Gerald Haider
- Erling Håland
- Ralph Hasenhüttl
- Thomas Hickersberger
- Martin Hinteregger
- Rudolf Horvath
- Adolf Hütter

### I
- Andreas Ibertsberger
- Robert Ibertsberger
- Saša Ilić
- Stefan Ilsanker
- Valdas Ivanauskas
- Andreas Ivanschitz

### J
- Tibor Jančula
- Marc Janko
- Vladimír Janočko
- Jakob Jantscher
- Nikola Jurčević

### K
- Kevin Kampl
- Christian Keglevits
- Roland Kirchler
- Richard Kitzbichler
- László Klausz
- Florian Klein
- Aleksander Knavs
- Karl Kodat
- Walter Kogler
- Otto Konrad
- Attila Korsós
- Niko Kovač
- Rasmus Nissen Kristensen

### L
- Leo Lainer
- Stefan Lainer
- Valentino Lazaro
- Christoph Leitgeb
- Vratislav Lokvenc

### M
- Adolf Macek
- Stefan Maierhofer
- Sadio Mané
- Christian Mayrleb
- Mladen Mladenović
- Takumi Minamino

### N
- Robin Nelisse
- Håvard Nielsen

### O
- Masaya Okugawa
- Barry Opdam

### P
- Petri Pasanen
- Heimo Pfeifenberger
- Karel Piták
- Nikola Pokrivač
- Erich Probst
- Christian Prosenik

### R
- André Ramalho

### S
- Herfried Sabitzer
- Marcel Sabitzer
- Szabolcs Sáfár
- Diadie Samassékou
- Alessandro dos Santos
- Paul Scharner
- Franz Schiemer
- Frenk Schinkels
- Xaver Schlager
- Markus Schopp
- Christian Schwegler
- Ibrahim Sekagya
- Andri Sigþórsson
- Oleh Suslov
- Dušan Švento
- Dominik Szoboszlai

### U
- Andreas Ulmer

### V
- Admir Vladavić
- Johan Vonlanthen

### W
- Roman Wallner
- Heribert Weber
- Gerald Willfurth
- Hannes Winkelbauer
- Thomas Winklhofer
- Maximilian Wöber
- Hannes Wolf

### Z
- Alexander Zickler

## Kampioenenploegen
Tussen haakjes staan het aantal gespeelde wedstrijden en het aantal doelpunten dat dat seizoen gemaakt werden.
- Ploeg 1993/94 (Trainer:  Otto Barić)

| - Franz Aigner (22/2) - Martin Amerhauser (19/3) - Peter Artner (30/4) - Wolfgang Feiersinger (25/0) - Christian Fürstaller (28/0) - Kurt Garger (27/0) - Adolf Hütter (28/3) | - Marquinho (11/3) - Nikola Jurčević (33/14) - Otto Konrad (36/0) - Otari Korgalidze (3/0) - Christian Kraiger (3/0) - Leopold Lainer (31/3) - Damir Muzek (34/3) | - Heimo Pfeifenberger (31/14) - Andreas Reisinger (10/0) - Herfried Sabitzer (13/1) - Hermann Stadler (30/6) - Michael Steiner (8/0) - Thomas Winklhofer (25/0) - Heribert Weber (29/0) |

- Ploeg 1994/95 (Trainer:  Otto Barić)

| - Franz Aigner (22/0) - Martin Amerhauser (3/0) - Peter Artner (25/2) - Klaus Dietrich (2/0) - Wolfgang Feiersinger (25/1) - Arnold Freisegger (11/0) - Christian Fürstaller (28/0) - Eduard Glieder (20/3) | - Ralph Hasenhüttl (21/8) - Martin Hiden (27/1) - Adolf Hütter (28/2) - Herbert Ilsanker (2/0) - Nikola Jurcevic (24/3) - Tomislav Kocijan (34/4) - Otto Konrad (34/1) - Leopold Lainer (34/1) | - Mladen Mladenović (31/6) - Heimo Pfeifenberger (27/11) - Dejan Racunica (3/0) - Helmut Rottensteiner (1/0) - Hermann Stadler (28/0) - Gerhard Struber (1/0) - Thomas Winklhofer (31/2) |

- Ploeg 1996/97 (Trainer:  Heribert Weber)

| - Franz Aigner (26/1) - Martin Amerhauser (31/3) - René Aufhauser (17/2) - Dražen Besek 11/2) - Bica (Marcos Di Giuseppe) (11/0) - Wolfgang Feiersinger (4/1) - Eduard Glieder (28/12) - Walter Hörmann (32/1) - Adolf Hütter (27/7) | - Robert Ibertsberger (19/3) - Herbert Ilsanker (5/0) - Tibor Jančula (23/2) - László Klausz (20/5) - Tomislav Kocijan (35/5) - Walter Kogler (35/2) - Otto Konrad (18/0) - Sanel Kuljic (1/0) - Leopold Lainer (6/0) | - Heiko Lässig (20/1) - Gernot Plassnegger (16/2) - Christian Prosenik (1/0) - Dejan Racunica (12/0) - Gerhard Struber (9/0) - Oleg Suslow (13/0) - Roman Szewczyk (33/3) - Thomas Winklhofer (31/2) |

- Ploeg 2006/07 (Trainer:  Giovanni Trapattoni)

| - Timo Ochs (34/0) - László Bodnár (19/0) - Milan Dudić (30/2) - Ezequiel Alejo Carboni (33/2) - Niko Kovač (28/6) - Alexander Zickler (29/22) - Alessandro dos Santos (9/0) - Vratislav Lokvenc (23/5) | - Patrik Jezek (29/7) - Christian Tiffert (18/1) - Aleksander Knavs (0/0) - Karel Pitak (26/6) - Tsuneyasu Miyamoto (9/0) - Rémo Meyer (24/1) - Johan Vonlanthen (35/5) - Markus Steinhöfer (16/0) | - Marc Janko (8/2) - Peter Orosz (5/1) - Vladimír Janočko (18/1) - René Aufhauser (30/9) - Ramazan Özcan (2/0) - Jorge Vargas (26/0) - Thomas Winklhofer (7/0) - Heinz Arzberger (0/0) |

- Ploeg 2008/09 (Trainer:  Co Adriaanse)

| - Timo Ochs (15/0) - László Bodnár (28/2) - Milan Dudić (9/1) - Niko Kovač (12/0) - Alexander Zickler (24/5) - Ronald Gërçaliu (23/0) - Robin Nelisse (32/12) - Johan Vonlanthen (29/3) | - Patrik Ježek (15/2) - Somen Tchoyi (32/6) - Barry Opdam (25/0) - Karel Piták (16/4) - Andreas Ulmer (15/0) - Remo Meyer (10/0) - Anis Boussaidi (28/1) - Marc Janko (34/39) | - Ibrahim Sekagya (34/1) - Christoph Leitgeb (16/0) - Vladimír Janočko (14/5) - René Aufhauser (25/2) - Louis Ngwat Mahop (27/3) - Eddie Gustafsson (9/0) - Heinz Arzberger (13/0) |

- Ploeg 2009/10 (Trainer:  Huub Stevens)

| - Eddie Gustafsson (31/0) - Christoph Kröpfl (1/0) - Milan Dudić (13/1) - Rabiu Afolabi (29/4) - Christian Schwegler (35/1) - Alexander Zickler (24/4) - Thomas Augustinussen (12/0) - Robin Nelisse (8/1) - Nikola Pokrivač (22/4) | - Roman Wallner (14/5) - Somen Tchoyi (36/8) - Barry Opdam (23/1) - Franz Schiemer (25//2) - Karel Piták (1/0) - Andreas Ulmer (36/0) - Dušan Švento (35/5) - Simon Cziommer (26/6) - Marc Janko (34/18) | - Ibrahim Sekagya (24/0) - Christoph Leitgeb (33/5) - Admir Vladavić (15/1) - Alexander Aschauer (1/0) - Louis Ngwat-Mahop (2/0) - Wolfgang Schober (0/0) - Heinz-Dieter Arzberger (6/0) |